# Revue francophone d'esthétique
La Revue francophone d'esthétique est une revue française consacré à l'esthétique et la philosophie de l'art, dans la ligne du mouvement de l'esthétique analytique et de la philosophie anglo-saxonne. Elle a été créée en 2003 à l'initiative de Frédéric Wecker, et codirigée par Jean-Pierre Cometti, Jacques Morizot et Roger Pouivet. Quatre numéros ont paru, le premier: "L'évaluation des œuvres d'art", le second: "Émotion, fiction, cinéma"; le troisième:  "La pensée plastique" et le quatrième: "Questions sur les arts premiers".
Après une interruption de plusieurs années, la revue reparaîtra en 2015 aux éditions "Questions théoriques", avec un numéro consacré à la littérature, sous le directions d'une nouvelle équipe.